# Marija Ujević-Galetović
Marija Ujević-Galetović (Zagreb, 20. listopada 1933. – Zagreb, 13. ožujka 2023.) bila je hrvatska kiparica i akademkinja, redovita članica Hrvatske akademije znanosti i umjetnosti.

## Životopis
Otac Mate Ujević bio je profesor, a kasnije pokretač Hrvatske enciklopedije; majka je također bila profesorica. Osnovnu i srednju školu pohađala je u Zagrebu. Godine 1953. upisala je zagrebačku Akademiju likovnih umjetnosti - Kiparski odsjek, te 1958. diplomirala u klasi profesora Frane Kršinića. Poslije studija usavršavala se na londonskoj Central School of Art.
Od 1987. godine bila je djelatnica Akademije likovnih umjetnosti u Zagrebu, a status redovne profesorice dobila je 1995. godine. Od 1998. bila je redovitom članicom HAZU-a.

## Važnija djela
- Spomenik Augustu Šenoi u Zagrebu
- Spomenik Vlahi Paljetku u Zagrebu
- Skulptura Trkač na Savskom nasipu u Zagrebu
- Spomenik Miroslavu Krleži u Opatiji
- Spomenik Frani Petriću u Cresu
- Spomenik Jakovu Gotovcu u Osoru
- Spomenik Jovanu Steriji Popoviću u Novom Sadu
- Spomenik Don Boscu u Žepču
- Spomenik papi Ivanu Pavlu II. u kapeli kripte Požeške katedrale
- Spomenik Jurju Križaniću, postavljen u dvorištu dvora Kaptola 7 u Zagrebu gdje je Križanić stanovao 1644. – 1645.[2]

## Galerija djela
- Kip Augusta Šenoe na križanju Vlaške i Branjugove u Zagrebu
- Kip Frane Petrića na Cresu
- Pralja u Krku na Krušiji, postavljena 2012. godine
- Kip Miroslava Krleže u Zagrebu
- Veronika pruža Isusu rubac u Sinju

## Vanjske poveznice

### Sestrinski projekti
|  | Zajednički poslužitelj ima još gradiva o temi Marija Ujević-Galetović |

### Mrežna mjesta
- Životopis na stranicama HAZU-a
- Razgovor za Nacional